# 잭프루트
잭프루트(jackfruit, jack tree, jakfruit)는 뽕나무과의 상록 교목이다. 동남아시아, 남아시아, 아프리카, 브라질 등에서 과일 등으로 재배되고 있다. 동아시아에서는 대만 남부와 중국 하이난에서 재배되고 있다. 방글라데시의 국가 과일이다.
인도네시아에서는 낭카(Nangka)라고 불린다. 태국에서는 카눈(ขนุน, Khanun)이라 불린다. 태풍의 이름으로도 선정되었다.
열매의 직경이 거의 1 m 가까이 되며 수박보다 훨씬 크다. 또한 세계에서 가장 큰 과일이다.

## 같이 보기
- 두리안